# His Brother's Wife
His Brother's Wife is een Amerikaanse dramafilm uit 1936 onder regie van W.S. Van Dyke.

## Verhaal
Rita Wilson maakt kennis met de epidemioloog Chris Claybourne en ze worden verliefd op elkaar. Wanneer Claybourne naar de tropen reist om een remedie te vinden tegen een ziekte, neemt Wilson wraak door te trouwen met zijn broer.

## Rolverdeling
| Acteur           | Personage            |
| ---------------- | -------------------- |
| Barbara Stanwyck | Rita Wilson          |
| Robert Taylor    | Chris Claybourne     |
| Jean Hersholt    | Professor Fahrenheim |
| Joseph Calleia   | Fish-Eye             |
| John Eldredge    | Tom Claybourne       |
| Samuel S. Hinds  | Dokter Claybourne    |
| Phyllis Clare    | Clara                |
| Leonard Mudie    | Pete                 |
| Jed Prouty       | Bill Arnold          |
| Pedro de Cordoba | Dokter Capolo        |
| Rafael Storm     | Kapitein Tanetz      |
| William Stack    | Winters              |
| Edgar Edwards    | Charlie              |